# Stora mossen
Stora mossen – powierzchniowa stacja sztokholmskiego metra, leży w Sztokholmie, w dzielnicy Västerort, w Brommie, w Ulvsundzie. Na zielonej linii (T17 i T19), między stacjami Abrahamsberg i Alvik. Dziennie korzysta z niej około 2 500 osób.
Stacja znajduje równolegle do Drottningholmsvägen i Stora Mossens Backe. Ma jedno wyjście, przy Stora Mossens Backe. Stację otworzono 26 października 1952 jako 25. w systemie, składy jeździły wówczas na linii Hötorget-Vällingby. Ma jeden peron.

## Sztuka
- Klinkierowe ściany w przejściu i emaliowane tablice na wspornikach dachu, Marianna Zaborska, 2002[3]

## Czas przejazdu
| Linia | Stacja          | Czas przejazdu | Stacja                               | Czas przejazdu             |
| T17   | Åkeshov         | 6 min          | Alvik T-Centralen Gamla stan Slussen | 3 min 16 min 17 min 19 min |
| T17   | Skarpnäck       | 35 min         | Alvik T-Centralen Gamla stan Slussen | 3 min 16 min 17 min 19 min |
| T19   | Hässelby strand | 18 min         | Alvik T-Centralen Gamla stan Slussen | 3 min 16 min 17 min 19 min |
| T19   | Hagsätra        | 38 min         | Alvik T-Centralen Gamla stan Slussen | 3 min 16 min 17 min 19 min |

## Otoczenie
W najbliższym otoczeniu stacji znajdują się:
- Bromma gymnasium
- Bromma Montessoriskola
- Lodowisko
- Stora Mossens idrottsplats